# Іван Солунський
Іван Солунський, також відомий як Іван Царгородський (†850, Константинополь) — середньовічній християнський святий з Візантії, монах, учень святого Григорія Декаполіта, борець з іконоборцями.
Святий Іван ще юнаком покинув дочасні справи світу і постригся в ченці в Солунському монастирі. Коли імператор Лев V Вірменин почав переслідувати християн за вшановування святих ікон, Іван прибув до Царгорода, де разом зі своїм учителем св. Григорієм Декаполітом і святий Йосифом Піснеписцем повчали і підтримували людей у правдивій вірі. Йоан спочив у Бозі 850 року, а невдовзі його святі мощі перенесли до церкви святого Миколая, збудованої за містом.
Пам'ять святого вшановується церквою 1 травня.